# Banca Italo Romena
Banca Italo Romena este o fostă bancă înființată în anul 1980 ca joint-venture italiano-român în sectorul bancar, iar în anul 2000 a fost achiziționată de către Veneto Banca. 
Începând cu data de 26 mai 2014, ca urmare a fuziunii dintre Veneto Banca S.c.p.a. și Banca Italo Romena S.p.a., Sucursala București a Băncii Italo Romena S.p.a. a devenit Sucursala București a Veneto Banca, schimbându-și denumirea și adoptând brandul Veneto Banca.
Banca a fost absorbită în 2017 de Intesa Sanpaolo. Mai pe larg, Intesa Sanpaolo a cumpărat, pentru un preț simbolic de un euro, active și pasive ale Băncii Popolare di Vicenza și ale Veneto Banca, inclusiv rețeaua sucursalei din România. Intervenția Intesa Sanpaolo a făcut posibilă evitarea consecințelor locale severe ce ar fi rezultat din procesul de lichidare administrativă obligatorie pentru cele două bănci.